# The Second Jungle Book: Mowgli & Baloo
The Second Jungle Book: Mowgli & Baloo è un film statunitense del 1997 diretto da Duncan McLachlan.

## Trama
Il giovane cucciolo d'uomo Mowgli viene accolto piccolissimo nella giungla da un branco di lupi, perché il padre è stato ucciso dalla tigre Shere Khan. Divenuto forte, Mowgli fa amicizia con l'orso Baloo, la pantera Bagheera e Kaa il serpente e con loro condivide le sue intrepide avventure. Un giorno Mowgli però viene catturato dal Colonnello Harrison, uomo infido e senza scrupoli che lo usa per impadronirsi di una città perduta nella giungla, governata da Re Murphy. Per liberare il cucciolo d'uomo Molly e il capitano Ward suo padre, i tre amici e il branco di lupi guidato da Akela non faranno altro che pianificare la battaglia per sconfiggere Share Khan, Re Murphy e il Colonnello Harrison.